# Miles Teller
Miles Teller (Downingtown, 20 februari 1987) is een Amerikaans acteur.

## Levensloop
Teller werd geboren in Downingtown in de Amerikaanse staat Pennsylvania en komt uit een gezin met drie kinderen. Hij heeft twee oudere zussen. In zijn studietijd acteerde hij al in de korte films Moonlighters (2004), A Very Specific Recipe Recipe (2007), The Musicans (2008) en met één aflevering in de televisieserie The Unusuals (2009). In 2009 studeerde hij af met een Bachelor of Fine Arts aan de Tisch School of the Arts, een afdeling van de New York-universiteit.
Na zijn studie maakte Teller in 2010 zijn acteerdebuut op het witte doek met de film Rabbit Hole. Ook was hij dat jaar te zien hij in de korte film The Track Meet. In 2011 speelde hij in de remake Footloose en in 2013 speelde hij samen met Shailene Woodley de hoofdrol in de film The Spectacular Now. Met de laatstgenoemde film won hij samen met Woodley op het Sundance Film Festival de speciale juryprijs. In de boekenverfilming Divergent speelt hij de rol van Peter.
Tellers littekens in zijn hals komen van een bijna fataal verkeersongeval in 2007.